# Fung Yuet Wah
Fung Yuet Wah es una deportista hongkonesa que compitió en esgrima en silla de ruedas y tenis de mesa adaptado. Ganó seis medallas en los Juegos Paralímpicos de Verano entre los años 1984 y 1996.

## Palmarés internacional
| Juegos Paralímpicos | Juegos Paralímpicos                                        | Juegos Paralímpicos | Juegos Paralímpicos    |
| Año                 | Lugar                                                      | Medalla             | Prueba                 |
| ------------------- | ---------------------------------------------------------- | ------------------- | ---------------------- |
| 1984                | Nueva York (Estados Unidos) Stoke Mandeville (Reino Unido) | Medalla de oro      | Florete individual 4-5 |

| Juegos Paralímpicos | Juegos Paralímpicos      | Juegos Paralímpicos | Juegos Paralímpicos |
| Año                 | Lugar                    | Medalla             | Prueba              |
| ------------------- | ------------------------ | ------------------- | ------------------- |
| 1992                | Barcelona (España)       | Medalla de oro      | Equipo 5            |
| 1992                | Barcelona (España)       | Medalla de bronce   | Individual 5        |
| 1992                | Barcelona (España)       | Medalla de bronce   | Clase abierta 1-5   |
| 1996                | Atlanta (Estados Unidos) | Medalla de plata    | Equipo 3-5          |
| 1996                | Atlanta (Estados Unidos) | Medalla de bronce   | Clase abierta 1-5   |